# Pollalesta
Pollalesta é um género botânico pertencente à família Asteraceae.